# Gazeta de Amsterdam
La Gazeta de Amsterdam est un journal économique créé par les immigrés juifs d'origine portugaise réfugiés dans la métropole d'Amsterdam, dont une partie avait auparavant vécu en Espagne ou aux Pays-Bas français, après les deux moments forts de l'histoire des Juifs dits Portugais, 1497 et 1540.
Diffusé deux fois par semaine, entre 1675 et 1702, et dirigé par David de Castro Tartaas, le journal était rédigé en espagnol afin de toucher la diaspora des juifs séfarades, implantée aussi à Curaçao, Livourne ou Bayonne. La plupart des textes étaient en ladino, langue véhiculaire des Juifs séfarades installés à Amsterdam. Il évitait toute information ou toute allusion à la religion juive, pour ne pas mettre en difficulté ses lecteurs en Espagne et au Portugal.
Sur 8 000 Juifs hollandais vivant aux Pays-Bas au Siècle d'or, 6 000 sont basés à Amsterdam, dont seulement une trentaine ne sont pas séfarades. Parmi les membres éminents de la communauté, les hommes d'affaires et économistes Isaac Pinto, qui a donné son nom à l'expression hollandaise « riche comme un Pinto » et Joseph Penso de la Vega (1650-1692), auteur de la Confusion des confusions, l'une des premières analyses détaillées du fonctionnement des marchés financiers, publiée en 1688, dans laquelle il explique « comment le hareng était vendu avant même qu’il n’ait été péché ».
La diaspora juive joue alors un rôle important dans l'histoire de la culture du cacao, avec David Cohen Nassi, Isaac Da Costa, Benjamin da Costa d'Andrade, Paulo Jacomo Pinto, les Granas ou Pieter Henriques, installé à Londres en 1688. Elle prend du poids à Amsterdam et compte 265 actionnaires (13 %) de la banque d'Amsterdam en 1671, contre 89 (6 % du total) trente ans plus tôt.